# Sport catholique
Le sport catholique est une appellation usuelle en France dans les milieux spécialisés en histoire du sport pour désigner la direction et le développement des activités sportives sous l’obédience de l’Église catholique romaine. Née de l'initiative de certains ordres religieux dès le début du XIXe siècle, cette activité se développe largement aux tous débuts du XXe siècle en réaction à la montée de l’anticléricalisme grâce à des initiatives laïques souvent liées au catholicisme social.
Le sport catholique a été dirigé par des patronages.
Il a connu son apogée dans les années 1950, avec environ 4 200 sociétés regroupant près de 800 000 membres.
Le club de football AJ Auxerre, créé par l'abbé Deschamps, en est un des exemples les plus célèbres